# Krebsbachtal (Naturschutzgebiet)
Das Naturschutzgebiet Krebsbachtal befindet sich auf dem Gebiet der Gemeinde Weil am Rhein im Landkreis Lörrach.

## Kenndaten
Das Naturschutzgebiet wurde mit Verordnung des Regierungspräsidiums Freiburg vom 27. Dezember 1990 ausgewiesen und hat eine Größe von 22,7549 Hektar. Es wird unter der Schutzgebietsnummer 3.177 geführt. Der CDDA-Code für das Naturschutzgebiet lautet 164243  und entspricht der WDPA-ID.

## Lage und Beschreibung
Das Naturschutzgebiet Krebsbachtal befindet sich auf dem Gebiet der Gemeinde Weil am Rhein auf der Gemarkung Haltingen mit einer Gesamtgröße von rund 23 ha.
Das Naturschutzgebiet ist eine Insel naturnaher Vegetation in einem stark zersiedelten und intensiv genutzten Raum. In der Region ist es ein letzter Rückzugsraum für zahlreiche Tier- und Pflanzenarten.

## Schutzzweck
Wesentlicher Schutzzweck ist die Erhaltung von Restbeständen naturnaher Lebensräume mit etlichen seltenen und gefährdeten Tier – und Pflanzenarten in einem stark zersiedelten und intensiv genutzten Raum.

## Arteninventar
Im Naturschutzgebiet Krebsbachtal wurden folgende Arten erfasst:
- Amphibien

Bombina variegata (Gelbbauchunke), Bufo bufo (Erdkröte), Rana esculenta (Teichfrosch), Rana temporaria (Grasfrosch), Triturus alpestris (Bergmolch)
- Fische

Gasterosteus aculeatus (Dreistachliger Stichling)
- Höhere Pflanzen/Farne

Primula elatior (Große Schlüsselblume), Scilla bifolia (Zweiblättrige Sternhyazinthe), Sorbus torminalis (Elsbeere), Thelypteris palustris (Sumpf-Lappenfarn)
- Vögel

Accipiter gentilis (Habicht), Acrocephalus palustris (Sumpfrohrsänger), Alcedo atthis (Eisvogel), Ardea cinerea (Graureiher), Buteo buteo (Mäusebussard), Corvus corone (Rabenkrähe), Cuculus canorus (Kuckuck), Dendrocopos major (Buntspecht), Garrulus glandarius (Eichelhäher), Milvus migrans (Schwarzmilan), Muscicapa striata (Grauschnäpper), Oriolus oriolus (Pirol), Phylloscopus trochilus (Fitis), Pica pica (Elster), Picus viridis (Grünspecht)